# Oristá
Oristá  (oficialmente y en catalán Oristà) es un municipio de Cataluña, España. Perteneciente a la provincia de Barcelona, en la comarca del Llusanés, y limítrofe con las comarcas de Osona y del Moyanés. Está formado por tres núcleos de población: Oristà, La Torre de Oristà y el Raval de Sant Feliu. Es el municipio de mayor extensión de la comarca.

## Demografía
Oristá cuenta con una población de 569 habitantes (INE 2024).
| Gráfica de evolución demográfica de Oristá entre 1842 y 2021                                                          |
| |
| Población de derecho según los censos de población del INE. Población de hecho según los censos de población del INE. |

| 1900 | 1930 | 1950 | 1970 | 1981 | 1986 | 2006 |
| ---- | ---- | ---- | ---- | ---- | ---- | ---- |
| 979  | 1500 | 1490 | 1118 | 963  | 912  | 593  |

## Historia
En el término se han efectuado hallazgos arqueológicos de época neolítica, ibérica y romana.
En el año 908 aparece mencionado por primera vez el castillo de Oristá, que desapareció hacia el siglo XII. En 923 se menciona por primera vez la iglesia de San Andrés.

## Símbolos
El escudo de Oristá se define por el siguiente blasón:
«Escudo losanjado: de azur, un sautor (o cruz de San Andrés) plena de argén y un castillo de gules cerrado de oro sobremontado de una flor de lís de argén resaltando sobre el todo. Por timbre una corona mural de pueblo.»
Fue aprobado el 1 de junio de 1983.

## Lugares de interés
- "Museo de Ceramica de los Países Catalanes".
- Iglesia de San Andrés, con cripta románica.
- Iglesia de San Nazario.
- Iglesia de San Salvador de Serrallops.
- Iglesia de Santa Maria, en la Torre de Oristà.
- Castillo de Tornamira.

## Personajes célebres
- Perot Rocaguinarda, bandolero.